# Palais Daun (Znojmo)

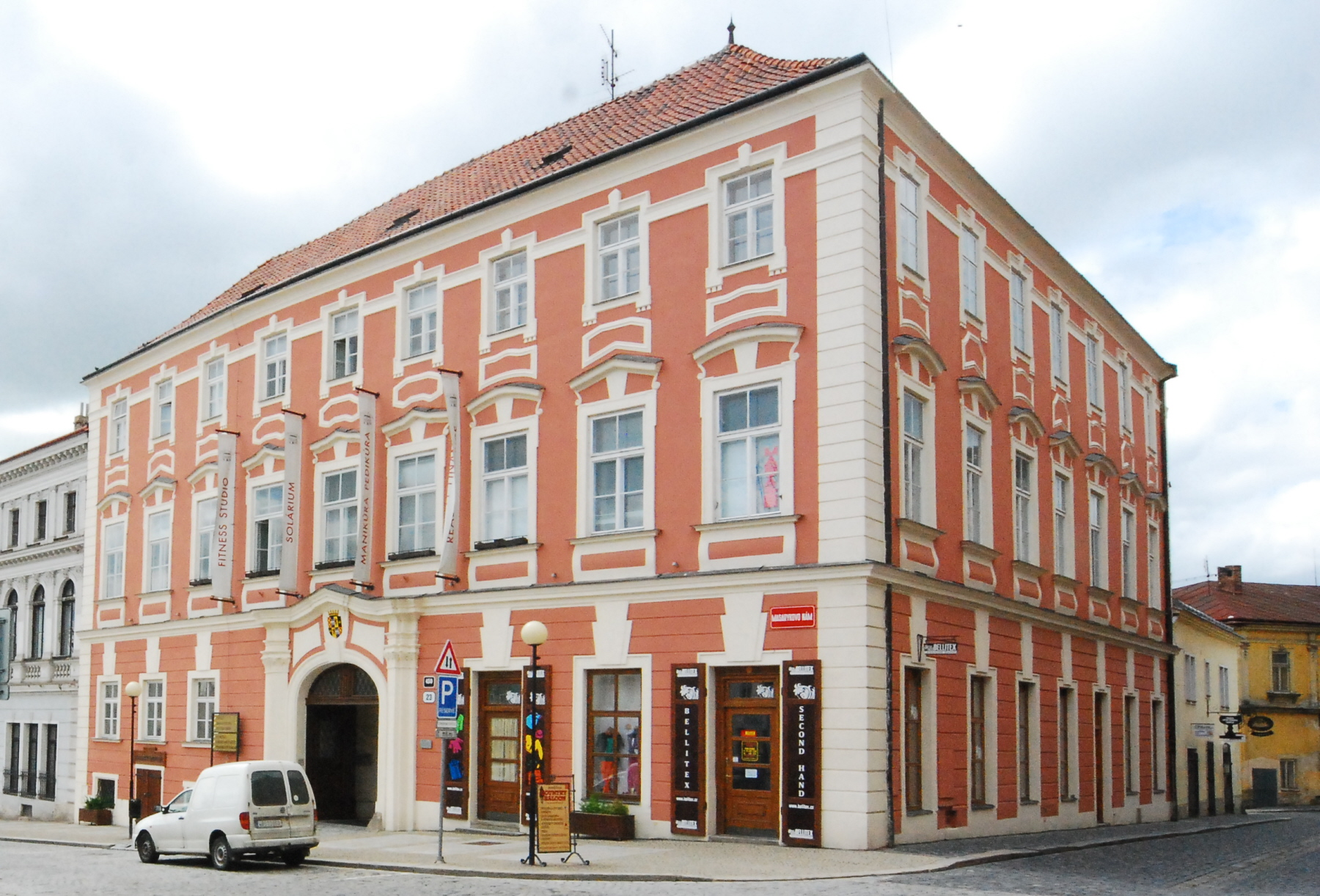
Palais Daun in Znojmo

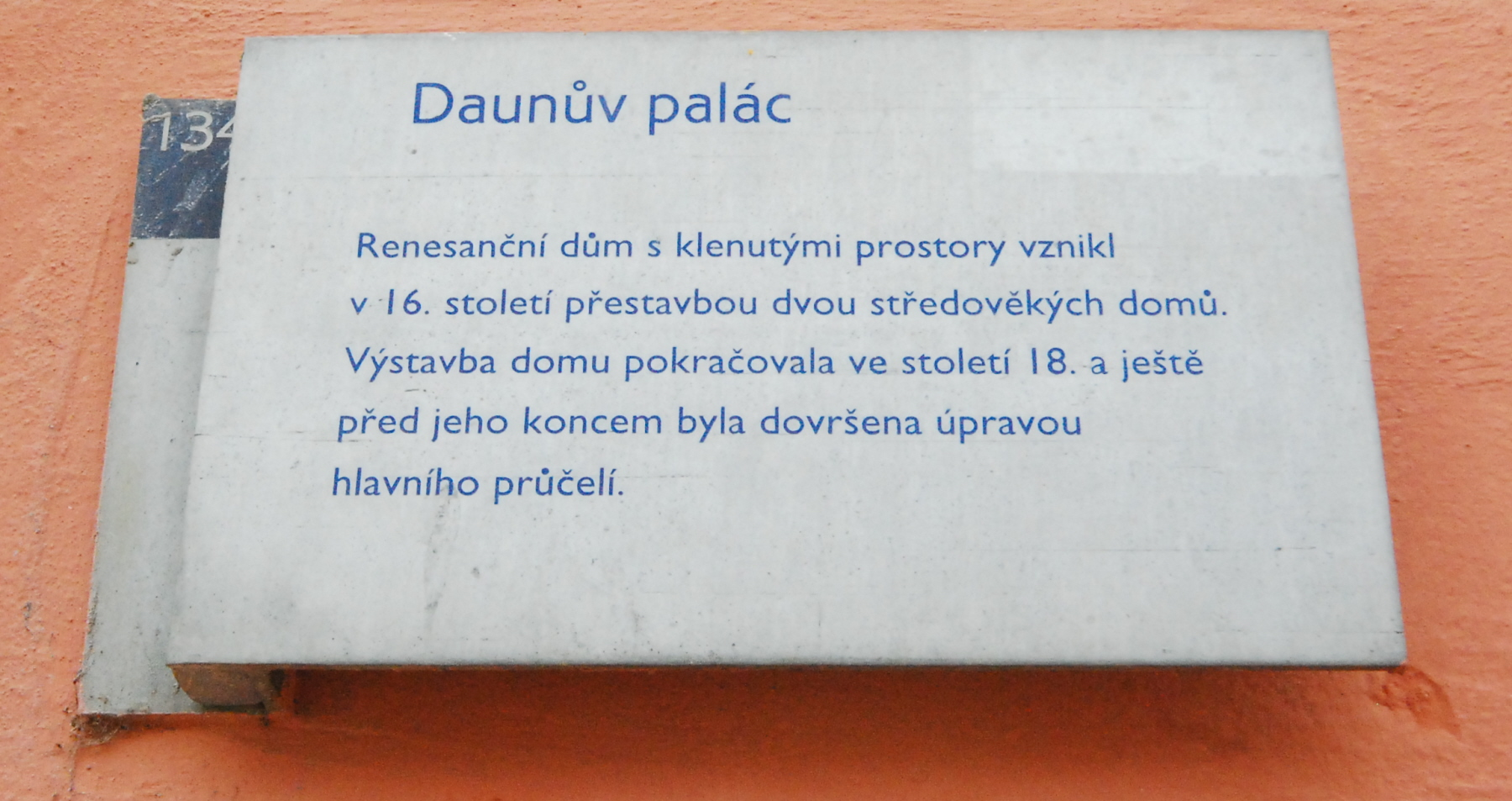
Tafel am Palais Daun

Das Palais Daun ist ein Gebäude auf dem Masarykovo náměstí (deutsch: Masarykplatz) in Znojmo (Znaim) in Tschechien.
Das Palais Daun befindet sich an der Ecke Masarykovo náměstí – Zámečnická. Es entstand aus dem Umbau eines dem Stadtrichter Peter von Schullern gehörenden Hauses sowie eines Nachbarhauses, welche die Grafen von Daun nach dem Ende des österreichischen Erbfolgekriegs erwarben und zu einem Barockpalais als Stadthaus umbauten. Im 18. Jahrhundert wurde die dem Masarykplatz zugewandte Stuckfassade entsprechend dem klassizistischen Baustil vereinfacht.
Während des Erbfolgekriegs quartierte sich König Friedrich der Große hier ein und 1809 der französische General André Masséna.